# Fossoniscus nubicus
Fossoniscus nubicus is een pissebed uit de familie Trachelipodidae. De wetenschappelijke naam van de soort is voor het eerst geldig gepubliceerd in 1965 door Strouhal.